# Corianino
Corianino is een klein dorp (curazia) in de gemeente Faetano in San Marino.

## Geografie
Het dorp Corianino is het centrum van zijn gemeente.